# Esdoornviltmijt
De esdoornviltmijt  (Aceria macrocheluserinea) is een mijt behorend tot de familie van der Galmijten (Eriophyidae). Hij komt voor op verschillende soorten esdoorn.

## Kenmerken
Sterk aangetaste bladeren rollen in; de gal kan dan ook bovenzijdige worden.

## Verspreiding
De Spaanse aakknobbelmijt komt voor in Europa.

## Waardplanten
Hij komt voor op:
- Acer campestre (Spaanse aak)
- Acer lobelii
- Acer monspessulanum (Montpelieresdoorn)
- Acer opalus
- Acer pseudoplatanus (Gewone esdoorn)
- Acer rubrum (Rode esdoorn)